# ثلاثية ديبتفورد
ثلاثية ديبتفورد (بالإنجليزية: The Deptford Trilogy)‏ هي سلسلة روايات للمؤلف الكندي روبرتسون ديفيز من ثلاث روايات نشرها بين عامي 1970 إلى 1975.
تتكون الرواية من ثلاث روايات:
- الصفقة الخامسة – 1970
- المانتيكور – 1972
- عالم العجائب – 1975

وتدور حول حادث وقع عندما كان طفل صغير يرمي كرة ثلج على طفل آخر، فيصيب بالخطأ امرأة حامل، ويؤدي ذلك إلى ولادة قبل الأوان، وتستعرض الروايات آثار تلك الواقعة من على العديد من الشخصيات.
أما عنوان السلسلة فهي تقع في مدينة خيالية اسمها ديبتفورد في أونتاريو.